# Barrio Las Flores
Las Flores es un barrio ubicado en el Municipio de Vicente López en la Provincia de Buenos Aires, Argentina.

## Ubicación
Barrio Las Flores ubicado en el Municipio de Vicente López en la Provincia de Buenos Aires, Argentina.

## Población
En el Barrio Las Flores viven más de 8000 personas en condición de vulnerabilidad y yacimientos de los cuales un 40% son niños y jóvenes, el otro restante son adultos y ancianos.
Servicios públicos en el Barrio las Flores:
Gas no hay, ya que no cuenta con la estructura necesaria. La gente recurre a la compra de gas envasado en garrafas.
Plan vivienda:
Vicente López , uno de los municipios más ricos junto a San Isidro , donde se realiza la mayor recaudación de renta ya que se encuentra los sectores sociales de ingresos más elevados.
El barrio Las Flores que se encuentra dentro del partido de Vicente López surgió en el 1958, como respuesta estatal de la reubicación de las familias que vivían en la traza de Avenida Panamericana. Las tierras fueron loteadas, se hicieron casillas prefabricadas y se entregaron a familias junto con la posibilidad de que puedan pagarlas en cuotas. Además se les dieron una libreta de título provisorio. El resto del barrio se pobló con familias que obtuvieron una parcela de los pobladores iniciales.
En 1960 el barrio tiene una larga historia en intervenciones del Estado, dirigido a mejorar la situación habitual creando planes de viviendas ante el regreso de la democracia. Sin embargo, el derecho de una vivienda digna sigue sin asegurarse.
En 1984 Las Flores estaba constituido con mil familias y alrededor de 5000 mil habitantes. A lo largo de la década de los 90´ en diversas etapas se entregaron departamentos ubicados sobre la calle Roca, Av. Constituyentes y sobre la calle Melo, este proyecto propone continuar con la construcción del llamado subprograma de urbanización de las villas, custodiados durante años por los vecinos para que no fueran ocupados, desde ese momento la villa quedó oculta e invisibilizada detrás de los bloques de edificios, 2000 familias quedan ocultas.
En el año 2005 se crea el Plan Federal de Viviendas, mediante el cual el gobierno de la nación entregó 300 millones de pesos a la municipalidad de Vicente López para la construcción de más de 4000 mil viviendas, 1500 serían para el barrio Las flores, el proyecto tenía financiamiento pero no se avanzó ¿cuál era la excusa? que no se entregaron terrenos aptos para la construcción.
Ese mismo año el ex intendente Enrique García y a la ministra de defensa Nilda Garre, firmaron un convenio para la edificación de 600 viviendas en un terreno del ex batallón ubicado en Villa Martelli, las mismas serían entregadas a la gente del barrio pero luego ese predio encontró otro destino, hoy en día es Tecnópolis.
En el año 2007, el gobierno municipal se comprometió a entregar 440 viviendas en la cual se entregó 170 en la calle Combate de los Pozos .
En el año 2012, con una nueva gestión en Vicente López se entregan 44 viviendas en Combate de los Pozos y Agustín Álvarez, hasta ese día el problema seguía sin resolverse en forma definitiva, los departamentos que empezaron a construirse , hoy están parados .
En el año 2016, los departamentos que se encontraban sin terminar, están siendo construidos por los mismos vecinos.
Clubes:
El Club Defensores y Deportivo Libertad fue fundado en el año 1985 y está ubicado en Florida del partido de Vicente Lopéz, localizado en la calle Berutti y Santa Rosa.
Allí se realizan diferentes tipos de actividades, como fútbol, boxeo y cuenta con un gimnasio. Se hacen eventos en el lugar: cumpleaños y bingo barrial.

## Origen de nombre
Después de que los desalojaron, se mudaron a casas prefabricadas. En esas casas les pidieron que les coloquen flores, árboles o algo para decorar la parte del alambrado que separaba las casas. Cómo todas tenían flores, a el barrio lo llamaron "Barrio Las Flores."

## Historia

### Nacimiento del barrio
El barrio se formó en 1958 en ese entonces eran terrenos baldíos, para re ubicar a familias que vivían en la traza de la panamericana con la promesa de pagar en cuotas casillas prefabricadas y con libreta de título provisorio. Hasta que en 1984 habrían habitado ya 1000 familias alrededor de 5000 habitantes. A lo largo de la década de los 90' se ideó un programa de urbanización que nunca se concretó y el barrio sigue casi en las mismas condiciones que cuando se formó.

### Dictadura en el barrio
Batallón 601; El batallón 601 de Villa Martelli funcionó como un centro clandestino de detención durante la última dictadura militar.
Según los archivos de CONADEP (Comisión Nacional Sobre la Desaparición de Personas) estuvo en detención Samuel Leonardo Zaidman, quien manifestó estar cuarenta y un días detenido ilegalmente en el lugar denominado “El Versubio”;el 16 de junio de 1978, fue trasladado al Batallón Logístico 10 de Villa Martelli, hasta el 31 de agosto de ese mismo año, siendo después trasladado a la cárcel de Devoto. A continuación detallamos otros detenidos ilegalmente:
- Alejandra Naftal

- Guillermo Dascal

- Claudio Niro

- Marta Liliana Sipes

- Eduardo Víctor Lanboni, quien señaló que era conscripto en el Batallón 10 de Villa Martelli y manifestó que observó a personas que estaban alojadas allí como detenidos ilegales.

- Datos: Q28502458